# Llorenç Saragossà
Pour les articles homonymes, voir Saragosse et Zaragoza.
Llorenç Saragossà en catalan, ou Lorenzo Zaragoza en castillan, est un peintre aragonais,  né à Cariñena, dans la province de Saragosse. Il représente le style gothique international de l'école de Valence et est considéré comme le premier à avoir introduit ce style à la Cour d'Aragon. Il est actif de 1363 à 1406.

## Biographie
Il a travaillé au service du roi Pierre le Cérémonieux à partir de 1367. Il a d'abord travaillé à Barcelone depuis au moins 1363 jusqu'en 1374. C'est probablement durant cette période qu'il a pu entrer en contact avec le style des frères Serra, Jaume, Pere. L'année suivante, il déménage à Valence où il réside jusqu'en 1406.
Bien que son travail soit peu documenté, il est considéré comme l'auteur du retable de la Vierge allaitant l'Enfant avec le concert des anges musiciens à Jérica, qui représente un modèle iconographique repris par d'autres peintres.
Il a réalisé plusieurs retables pour l'église de la Nativité de Notre-Dame (Villahermosa del Rio) entre 1380 et 1395.

## Œuvres
- 1366 : triptyque dédié a saint Nicolas pour les religieuses franciscaines de Calatayud
- 1366 : triptyque de sainte Catherine pour le couvent franciscain de Teruel, à la demande de la reine Léonore
- les tableaux avec sainte Catherine et saint Michel archange conservé au musée diocésain de Teruel
- 1373 : une série de peintures sur sainte Suzanne, vénérée à Maella
- 1377 : retable de sainte Apolonia pour l'église de San Lorenzo de Saragosse
- 1378 : retable de saint Narcisse de la cathédrale de Valence
- 1382 : grand retable de l'église de San Salvador à Valence
- 1383 : retable pour Bernat Ordi chanoine de Valence
- 1387-1389 : retable pour la chapelle de l'église de Santa María d'el Puig
- 1389 : retable des saints Pierre apôtre et saint Bernard
- 1392 : retable de saint Sébastien et sainte Anastasie pour la chapelle d'Antoni Pujalt dans l'église d'Alzira
- 1394-1395 : retable de la Vierge, saint Martín et sainte Agueda, qui se trouve dans la chapelle majeure de Santa Águeda la Antigua ou ermitage de San Roque de Jérica. Pérez Martín a étudié cette œuvre. C'est la peinture la plus sûre permettant d'identifier le style de Llorenç Saragossà. Il a diffusé la manière italianisante des frères Jaume Serra et Pere Serra.
- 1380-1390 Retable de l'Eucharistie de l'église de la Nativité de Notre-Dame (Villahermosa del Rio)
- 1385-1390 Retable de saint Laurent et saint Étienne de l'église de la Nativité de Notre-Dame (Villahermosa del Rio)
- 1390-1395 Retable majeur de l'église de la Nativité de Notre-Dame (Villahermosa del Rio)[1]
- 1402 : retable du Christ pour l'église d'Onda
- 1404-1405 : retable de San Salvador pour l'église de Borriana

Le musée national d'art de Catalogne conserve le panneau central représentant la Mère de Dieu allaitant l'Enfant d'un retable de la cathédrale d'Albarracín ainsi qu'un retable de la Mère de Dieu allaitant l'Enfant avec sainte Claire et saint Antoine abbé
La collection Godia possède un tableau représentant la Vierge allaitant l'Enfant entourée d'anges de Torroella de Montgrí.
Plusieurs de ses œuves sont exposées au musée des deaux-arts de Valence comme le tableau de saint François et sainte Catalina, le retable de saint Luc de la confrérie des charpentiers de Valence.

## Galerie

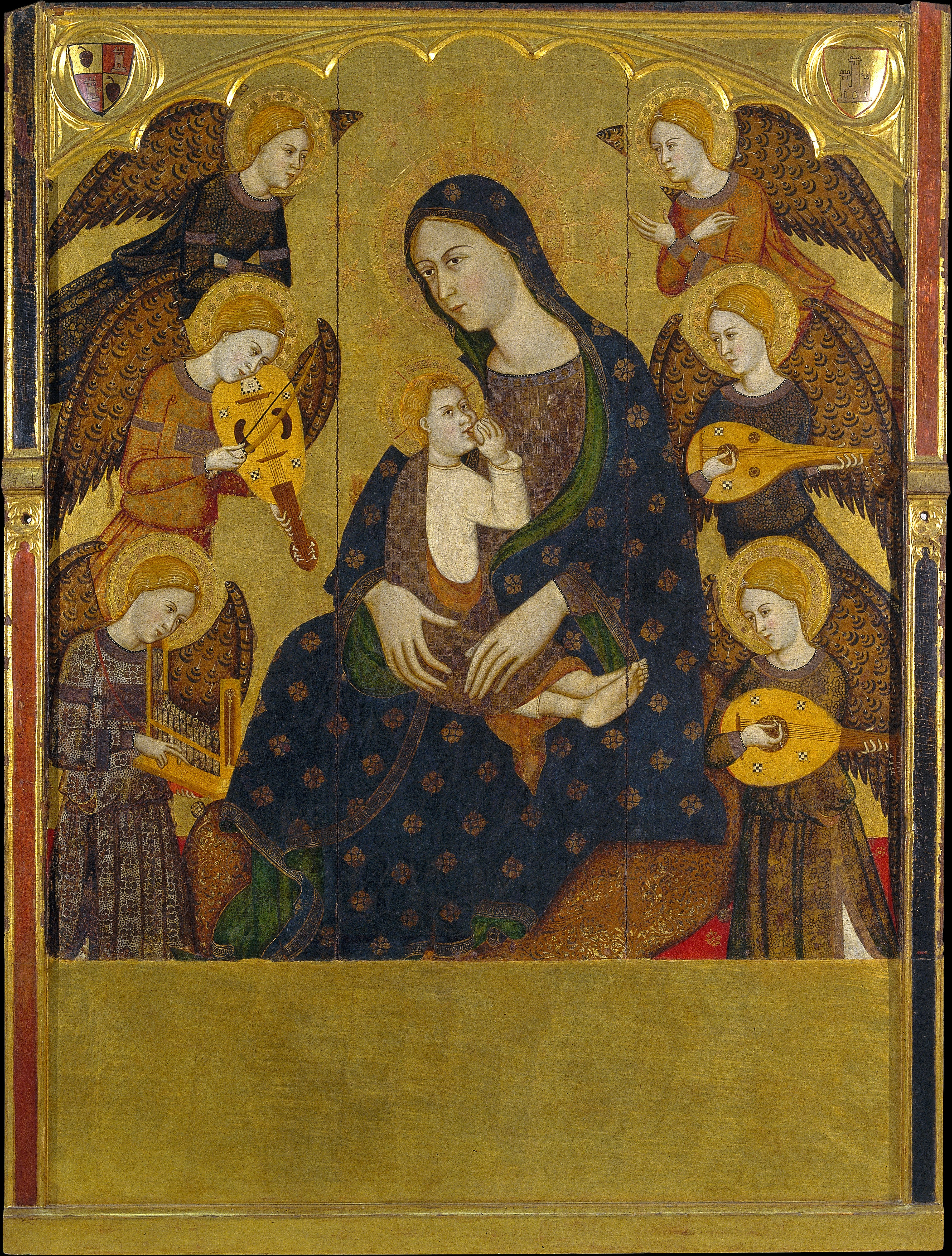
Mère de Dieu allaitant l'Enfant avec le concert des anges musiciens Musée national d'art de Catalogne
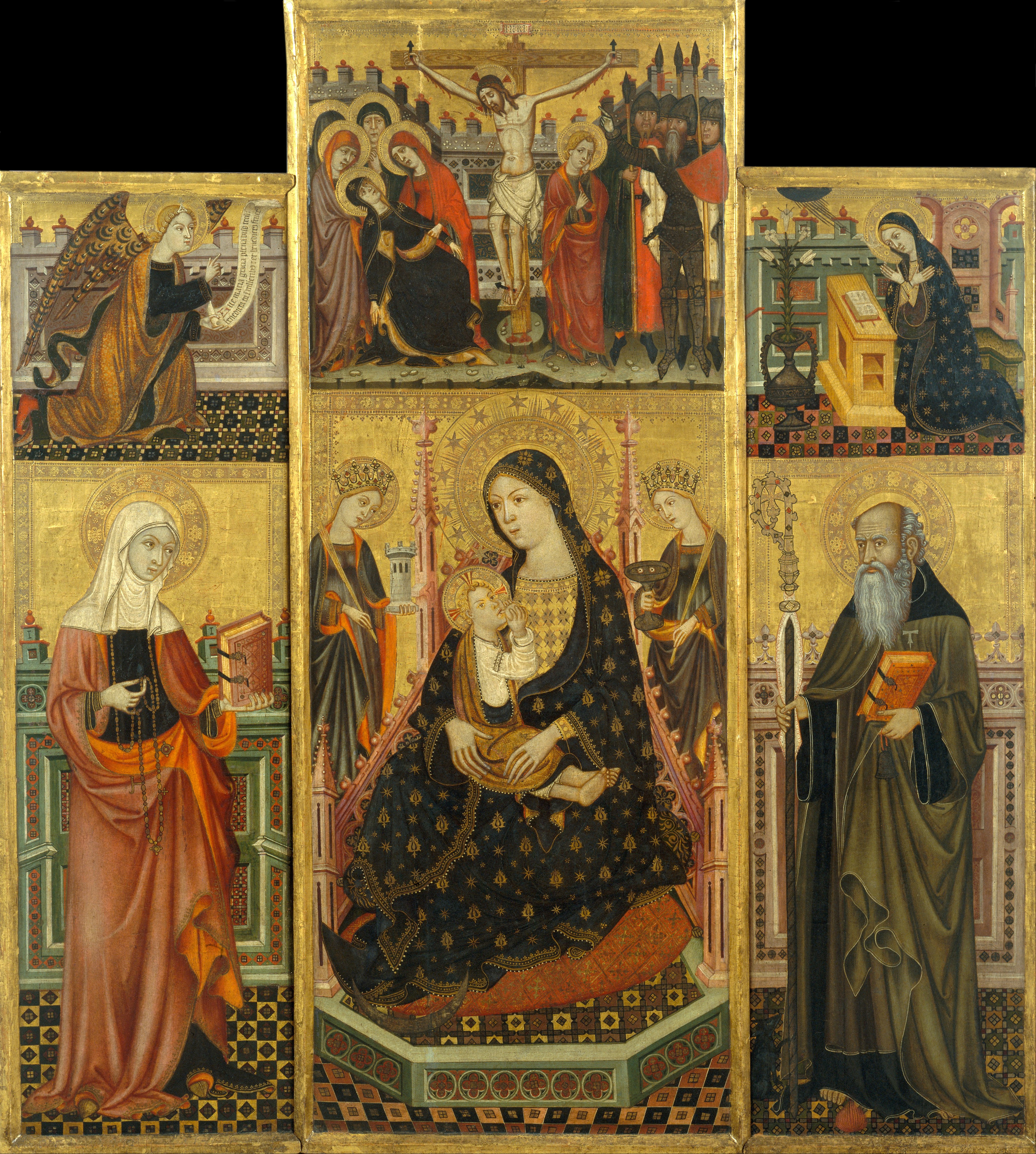
Retable de la Mère de Dieu allaitant l'Enfant avec sainte Claire et saint Antoine abbé Musée national d'art de Catalogne
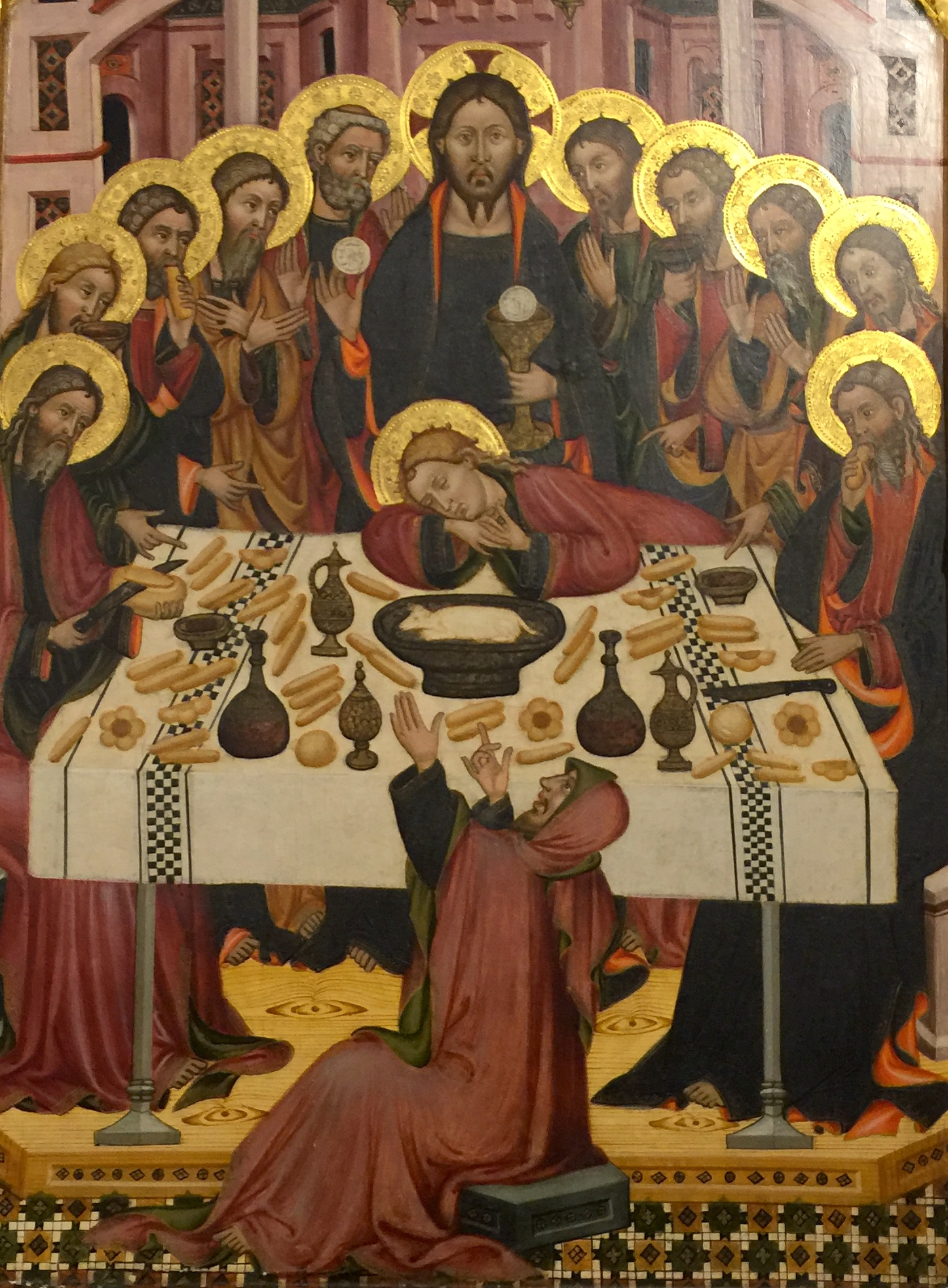
Panneau central du retable de l'Eucharistie. Villahermosa del Rio
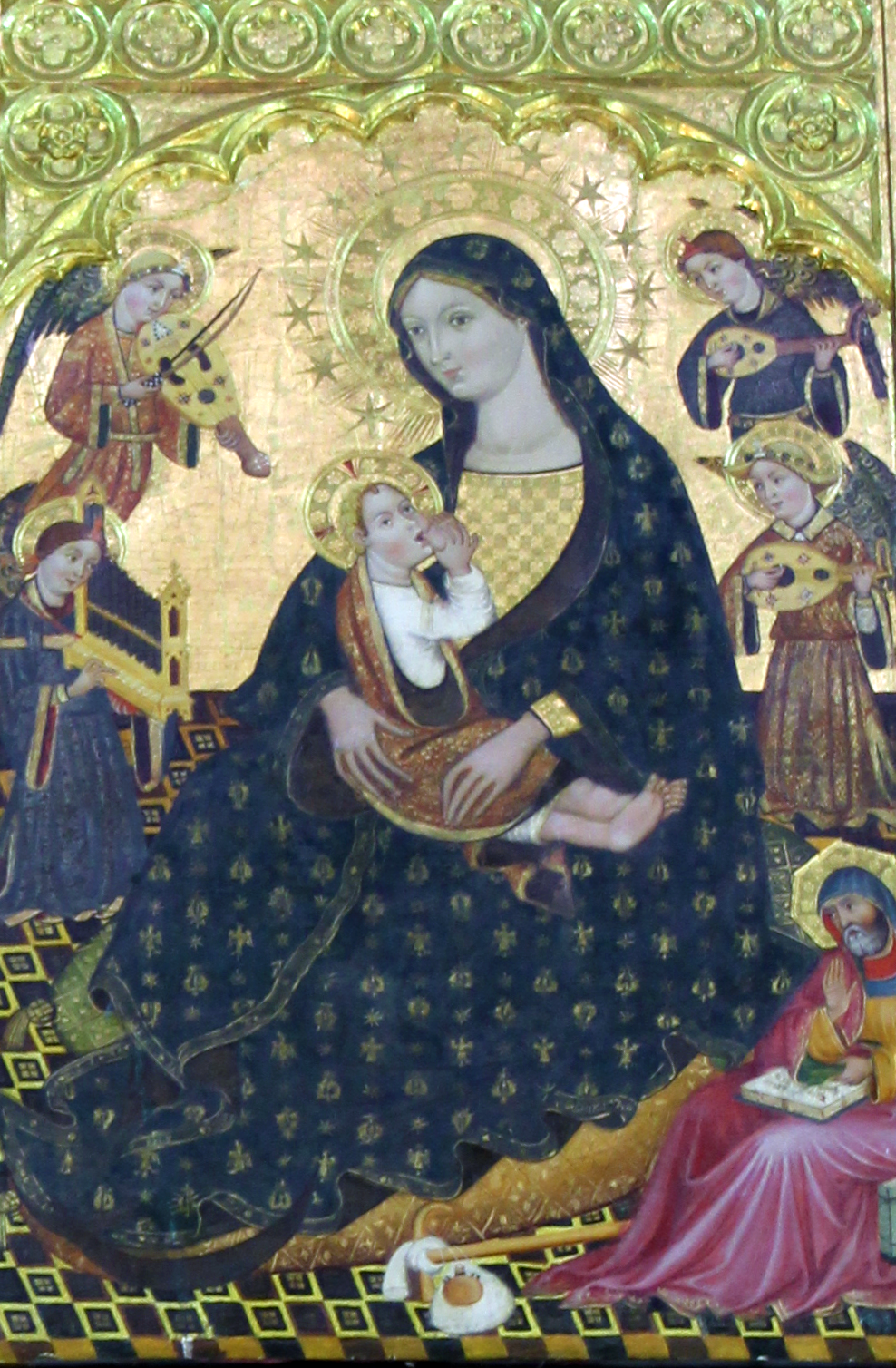
Vierge à l'enfant du retable majeur. Villahermosa del Rio

### Peintres gothiques valenciens
- Pere Serra (c. 1357-1406), Catalogne
- Andreu Marçal de Sax, (c. 1370-1415), Valence
- Gonçal Peris Sarrià (c. 1360-1451), Valence
- Jaume Mateu (c. 1360-1452), Valence
- Pere Nicolau [c. 1365-1408), Valence
- Miquel Alcanyís (c. 1380-1447), Valence
- Lluís Dalmau, vers 1400-1460, Valence et Barcelone
- Jaume Baçó Escrivà (1411-1461), Valence
- Joan Reixach (c. 1431-1482), Valence